# Forcipomyia randensis
Forcipomyia randensis är en tvåvingeart som beskrevs av Meillon 1931. Forcipomyia randensis ingår i släktet Forcipomyia och familjen svidknott. Inga underarter finns listade i Catalogue of Life.